# Risti (Hiiumaa)
Risti is een plaats in de Estlandse gemeente Hiiumaa, provincie Hiiumaa. De plaats heeft de status van dorp (Estisch: küla).
Risti lag tot in oktober 2013 in de gemeente Kõrgessaare, daarna tot in oktober 2017 in de gemeente Hiiu en sindsdien in de fusiegemeente Hiiumaa.

## Bevolking
Het dorp had 6 inwoners op 31 december 2011 en 9 inwoners op 31 december 2021.

## Ristimägi
In de omgeving van Risti ligt de Ristimägi, ‘Berg der Kruisen’ of ‘Kruisberg’, een heuvel waarop veel bezoekers van Hiiumaa bij wijze van welkom een kruis van twijgen kunnen neerzetten. Bruidsparen leggen er bloemen neer.
Over het ontstaan van de heuvel zijn verschillende legenden in omloop. Het vaakst aangehaald wordt de uittocht van Estlandzweden in 1781, toen op bevel van Catharina II van Rusland de voltallige Zweedstalige bevolking op Hiiumaa moest verhuizen naar Oekraïne. Deze heuvel zou de plaats zijn waar de Zweden bij wijze van afscheid een kruis neerzetten tijdens een dienst onder leiding van de dominee van Reigi. Een andere legende vertelt dat bij deze heuvel twee bruiloftsstoeten elkaar tegenkwamen en slaags raakten. Daarbij kwamen de bruid van de ene en de bruidegom van de andere stoet om het leven, waarna de overblijvende bruid en bruidegom maar met elkaar trouwden.
Op 20 augustus 1991 werd op de Ristimägi een gedenkteken voor de verbannen Estlandzweden onthuld. Het bestaat uit twee vervlochten molenstenen.

## Geschiedenis
Risti werd voor het eerst genoemd in 1834 onder de naam Risti Johann, een boerderij op het landgoed van Kõrgessaare. In 1923 werd de plaats genoemd als dorp, maar in de jaren dertig verloor ze haar zelfstandigheid. In de vroege jaren zeventig maakte ze deel uit van Koidma, dat in 1977 bij Kidaste werd gevoegd. Pas in 1997 werd Risti als apart dorp hersteld.